# Aleksandria (obwód mohylewski)
Aleksandria (biał. Александрыя, ros. Александрия) – wieś (agromiasteczko) na Białorusi, w rejonie szkłowskim obwodu mohylewskiego, centrum sielsowietu aleksandryjskiego. Niegdyś miasteczko w powiecie orszańskim województwa witebskiego.
Znajduje tu się przystanek kolejowy Aleksandria, położony na linii Orsza – Mohylew.

## Położenie
Aleksandria leży na prawym brzegu Dniepru 12 km na północ od Szkłowa, na wprost oddalonej o 1 km miejscowości Kopyś, gdzie znajduje się najbliższa stacja kolejowa.

## Nazwa
Toponim „Aleksandria” utworzony został od imienia Aleksandra Chodkiewicza, założyciela miejscowości.

## Historia
Pierwsza wzmianka o Aleksandrii pochodzi z XVII wieku. Znajdowała się ona w posiadaniu Chodkiewiczów jako część tzw. hrabstwa szkłowskiego na obszarze powiatu orszańskiego województwa witebskiego.
W wyniku I rozbioru Rzeczypospolitej (1772) Aleksandria znalazła się w granicach Imperium Rosyjskiego, w ujeździe kopyskim guberni mohylewskiej. W 1775 r. miasteczko było własnością hrabiego Siemiena Zoricza. W l. 1783-1784 znajdowały się tu 53 domy, dwie cerkwie, dwór, poczta, młyn wodny oraz prom na Dnieprze. W 1886 były tu 54 domy, 2 cerkwie prawosławne, dwie szkoły przycerkiewne, żydowski dom modlitwy, dwa młyny wodne, kuźnie.
Według Słownika geograficznego Królestwa Polskiego w końcu XIX w. Aleksandria była miasteczkiem w gminie Starosiele ujezdu orszańskiego guberni mohylewskiej. Miasteczko liczyło 46 drewnianych domów i 330 mieszkańców (302 prawosławnych i 28 żydów). Oprócz wspomnianych wcześniej świątyń znajdował się tu zapasowy spichlerz gminy.
Rozwój miasteczka nastąpił wraz z otwarciem linii kolejowej Witebsk – Orsza – Żłobin (1902), przebiegającej w pobliżu Aleksandrii. W 1909 r. znajdowało się tu 99 domów.
W czasie I wojny światowej Aleksandrię okupowały wojska niemieckie (od lutego do listopada 1918 r.).
1 stycznia 1919 r. I Zjazd Komunistycznej Partii Białorusi ogłosił powstanie Białoruskiej Socjalistycznej Republiki Radzieckiej, której częścią miała być także Aleksandria. Jednakże decyzją Moskwy już 16 stycznia wraz z innymi etnicznie białoruskimi terytoriami znalazła się w granicach Rosyjskiej FSRR. W marcu 1924 r. Aleksandria powróciła do BSRR, stając się centrum sielsowietu.
1 stycznia 1925 r. mieszkało tu 990 osób, było 175 domów, szkoła podstawowa, dom kultury i czytelnia, jednak status osady spadł do rangi wioski. W 1939 r. znajdowało się tu 147 domów i żyło 1371 mieszkańców.
Podczas II wojny światowej od lipca 1941 do czerwca 1944 r. wieś była pod okupacją niemiecką.
W 1944 roku Aleksandria liczyła 131 domów i 860 mieszkańców, zaś w 1990 r. odpowiednio – 178 i 357.
W 2007 r. Aleksandria oficjalnie otrzymała status agromiasteczka. Znajduje się tu szkoła średnia, przedszkole, biblioteka, dom kultury. Co roku odbywa się tu festyn: Noc Kupały. Aleksandria gromadzi znajomych (Александрыя збірае сяброў).
W pobliżu agromiasteczka Aleksandria leży też wieś (przysiółek) Aleksandria 2.
We wsi Aleksandria dzieciństwo i wczesną młodość spędził Alaksandr Łukaszenka. Tu też chodził do szkoły. Jego dom znajdował się jednak w Aleksandrii 2.